# Australphilus saltus
Australphilus saltus är en skalbaggsart som beskrevs av Watts 1978. Australphilus saltus ingår i släktet Australphilus och familjen dykare. Inga underarter finns listade i Catalogue of Life.